# Scoparia transversalis
Scoparia transversalis là một loài bướm đêm trong họ Crambidae.